# Badminton-Juniorenafrikameisterschaft 2021
Die Badminton-Juniorenafrikameisterschaft 2021 fand vom 31. August bis zum 5. September 2021 in Cotonou statt.

## Medaillengewinner
| Disziplin    | Gold | Silber | Bronze |
| ------------ | --- | --- | --- |
| Herreneinzel | Caden Kakora | Robert White | Ahmed Ali Abdelmajeed Elbahnasawy |
| Herreneinzel | Caden Kakora | Robert White | Oswald Ash Fano-Dosh |
| Dameneinzel  | Nour Ahmed Youssri | Amy Ackerman | Tracy Naluwooza |
| Dameneinzel  | Nour Ahmed Youssri | Amy Ackerman | Kawther Mohamed Rabee |
| Herrendoppel | Caden Kakora Robert White | Abdelrahman Magdy Abdelsattar Ahmed Ali Abdelmajeed Elbahnasawy | Expedito Emuddu Paul Makande |
| Herrendoppel | Caden Kakora Robert White | Abdelrahman Magdy Abdelsattar Ahmed Ali Abdelmajeed Elbahnasawy | Douce Lucas Khemtish Nundah |
| Damendoppel  | Amy Ackerman Diane Olivier | Nour Ahmed Youssri Jana Hesham Mohamed Abdelkader | Madeleine Carene Leticia Akoumba Ze Maeva Princia Gertrude Anamba                                                                                                |
| Damendoppel  | Amy Ackerman Diane Olivier | Nour Ahmed Youssri Jana Hesham Mohamed Abdelkader | Fadilah Mohamed Rafi Tracy Naluwooza |
| Mixed        | Robert White Amy Ackerman | Caden Kakora Diane Olivier | Ahmed Ali Abdelmajeed Elbahnasawy Nour Ahmed Youssri |
| Mixed        | Robert White Amy Ackerman | Caden Kakora Diane Olivier | Khemtish Nundah Vilina Appiah |
| Teams        | Südafrika W. J. Bestbier Caden Kakora Johan Oberholzer Barco Scheffer Keaton Stansfeld Robert White Diane Olivier Amy Ackerman Inette Kotze Tamsyn Smith Michaela Ohlson | Ägypten Ahmed Elbahnasawy Abdelrahman Magdy Abdelsattar Moaz Hesham Hassan Youssif Mohamed Omar Mohamed Sherif Nour Ahmed Youssri Jana Abdelkader Kawther Mohamed Rabee Nour Refaat Ganna Elwazery | Uganda Expedito Emuddu Paul Makande Abed Bukenya Abdul Swaburuh Ssempiri Guna Kusal Dhulupudi Fadilah Mohamed Rafi Tracy Naluwooza                               |
| Teams        | Südafrika W. J. Bestbier Caden Kakora Johan Oberholzer Barco Scheffer Keaton Stansfeld Robert White Diane Olivier Amy Ackerman Inette Kotze Tamsyn Smith Michaela Ohlson | Ägypten Ahmed Elbahnasawy Abdelrahman Magdy Abdelsattar Moaz Hesham Hassan Youssif Mohamed Omar Mohamed Sherif Nour Ahmed Youssri Jana Abdelkader Kawther Mohamed Rabee Nour Refaat Ganna Elwazery | Mauritius Lucas Douce Khemtish Nundah Hanuman Pravish Rohissen Soobramanien Pranav Bhaugeerothee Vilina Appiah Tiya Bhurtun Layna Luxmi Chiniah Kritisha Mungrah |

## Einzeldisziplinen

### Herreneinzel
|  | Halbfinale | Halbfinale           | Halbfinale | Halbfinale | Halbfinale |  |  | Finale | Finale       | Finale | Finale | Finale |
|  |            |                      |            |            |            |  |  |        |              |        |        |        |
|  |            |                      |            |            |            |  |  |        |              |        |        |        |
|  | 5          | Robert White         | 21         | 21         |            |  |  |        |              |        |        |        |
|  | 7          | Oswald Ash Fano-Dosh | 14         | 14         |            |  |  |        |              |        |        |        |
|  |            |                      |            |            |            |  |  | 5      | Robert White | 16     | 17     |        |
|  |            |                      |            |            |            |  |  | 7      | Caden Kakora | 21     | 21     |        |
|  |            | Ahmed Elbahnasawy    | 13         | 14         |            |  |  |        |              |        |        |        |
|  | 2          | Caden Kakora         | 21         | 21         |            |  |  |        |              |        |        |        |
|  |            |                      |            |            |            |  |  |        |              |        |        |        |

### Dameneinzel
|  | Halbfinale | Halbfinale            | Halbfinale | Halbfinale | Halbfinale |  |  | Finale | Finale             | Finale | Finale | Finale |
|  |            |                       |            |            |            |  |  |        |                    |        |        |        |
|  |            |                       |            |            |            |  |  |        |                    |        |        |        |
|  | 1          | Nour Ahmed Youssri    | 21         | 21         |            |  |  |        |                    |        |        |        |
|  | 3          | Tracy Naluwooza       | 15         | 10         |            |  |  |        |                    |        |        |        |
|  |            |                       |            |            |            |  |  | 1      | Nour Ahmed Youssri | 21     | 21     |        |
|  |            |                       |            |            |            |  |  | 5      | Amy Ackerman       | 13     | 15     |        |
|  | 5          | Amy Ackerman          | 21         | 21         |            |  |  |        |                    |        |        |        |
|  |            | Kawther Mohamed Rabee | 8          | 13         |            |  |  |        |                    |        |        |        |
|  |            |                       |            |            |            |  |  |        |                    |        |        |        |

### Herrendoppel
|  | Halbfinale | Halbfinale                                      | Halbfinale | Halbfinale | Halbfinale |  |  | Finale | Finale                                          | Finale | Finale | Finale |
|  |            |                                                 |            |            |            |  |  |        |                                                 |        |        |        |
|  |            |                                                 |            |            |            |  |  |        |                                                 |        |        |        |
|  |            | Ahmed Elbahnasawy Abdelrahman Magdy Abdelsattar | 21         | 21         |            |  |  |        |                                                 |        |        |        |
|  | 4          | Expedito Emuddu Paul Makande                    | 12         | 16         |            |  |  |        |                                                 |        |        |        |
|  |            |                                                 |            |            |            |  |  |        | Ahmed Elbahnasawy Abdelrahman Magdy Abdelsattar | 14     | 19     |        |
|  |            |                                                 |            |            |            |  |  | 2      | Caden Kakora Robert White                       | 21     | 21     |        |
|  | 3          | Lucas Douce Khemtish Nundah                     |            |            |            |  |  |        |                                                 |        |        |        |
|  | 2          | Caden Kakora Robert White                       | w          | /          | o          |  |  |        |                                                 |        |        |        |
|  |            |                                                 |            |            |            |  |  |        |                                                 |        |        |        |

### Damendoppel
|  | Halbfinale | Halbfinale                                                        | Halbfinale | Halbfinale | Halbfinale |  |  | Finale | Finale                             | Finale | Finale | Finale |
|  |            |                                                                   |            |            |            |  |  |        |                                    |        |        |        |
|  |            |                                                                   |            |            |            |  |  |        |                                    |        |        |        |
|  | 1          | Fadilah Mohamed Rafi Tracy Naluwooza                              | 21         | 16         | 14         |  |  |        |                                    |        |        |        |
|  |            | Amy Ackerman Diane Olivier                                        | 16         | 21         | 21         |  |  |        |                                    |        |        |        |
|  |            |                                                                   |            |            |            |  |  |        | Amy Ackerman Diane Olivier         | 21     | 26     |        |
|  |            |                                                                   |            |            |            |  |  | 2      | Nour Ahmed Youssri Jana Abdelkader | 19     | 24     |        |
|  |            | Nour Ahmed Youssri Jana Abdelkader                                | 21         | 21         |            |  |  |        |                                    |        |        |        |
|  | 2          | Madeleine Carene Leticia Akoumba Ze Maeva Princia Gertrude Anamba | 5          | 9          |            |  |  |        |                                    |        |        |        |
|  |            |                                                                   |            |            |            |  |  |        |                                    |        |        |        |

### Mixed
|  | Halbfinale | Halbfinale                           | Halbfinale | Halbfinale | Halbfinale |  |  | Finale | Finale                     | Finale | Finale | Finale |
|  |            |                                      |            |            |            |  |  |        |                            |        |        |        |
|  |            |                                      |            |            |            |  |  |        |                            |        |        |        |
|  |            | Robert White Amy Ackerman            | w          | /          | o          |  |  |        |                            |        |        |        |
|  | 4          | Khemtish Nundah Vilina Appiah        |            |            |            |  |  |        |                            |        |        |        |
|  |            |                                      |            |            |            |  |  |        | Robert White Amy Ackerman  | 21     | 21     |        |
|  |            |                                      |            |            |            |  |  | 2      | Caden Kakora Diane Olivier | 17     | 14     |        |
|  |            | Ahmed Elbahnasawy Nour Ahmed Youssri | 16         | 17         |            |  |  |        |                            |        |        |        |
|  | 2          | Caden Kakora Diane Olivier           | 21         | 21         |            |  |  |        |                            |        |        |        |
|  |            |                                      |            |            |            |  |  |        |                            |        |        |        |

## Teams

### Gruppe A
| Platz | Team         | Pld | W | L | MF | MA | MD  | GF | GA | GD  | PF  | PA  | PD   | Pts | Qualifikation |
| ----- | ------------ | --- | - | - | -- | -- | --- | -- | -- | --- | --- | --- | ---- | --- | ------------- |
| 1     | Südafrika    | 4   | 4 | 0 | 20 | 0  | +20 | 40 | 0  | +40 | 840 | 327 | +513 | 4   | Q             |
| 2     | Mauritius    | 4   | 3 | 1 | 14 | 6  | +8  | 28 | 12 | +16 | 734 | 469 | +265 | 3   | Q             |
| 3     | Benin        | 4   | 2 | 2 | 10 | 10 | 0   | 22 | 20 | +2  | 667 | 656 | +11  | 2   |               |
| 4     | Botswana     | 4   | 1 | 3 | 4  | 16 | −12 | 6  | 34 | −28 | 399 | 811 | −412 | 1   |               |
| 5     | Burkina Faso | 4   | 0 | 4 | 2  | 18 | −16 | 6  | 34 | −28 | 423 | 802 | −379 | 0   |               |

### Gruppe B
| Platz | Team    | Pld | W | L | MF | MA | MD  | GF | GA | GD  | PF  | PA  | PD   | Pts | Qualifikation |
| ----- | ------- | --- | - | - | -- | -- | --- | -- | -- | --- | --- | --- | ---- | --- | ------------- |
| 1     | Ägypten | 4   | 4 | 0 | 20 | 0  | +20 | 40 | 0  | +40 | 852 | 358 | +494 | 4   | Q             |
| 2     | Uganda  | 4   | 3 | 1 | 17 | 3  | +14 | 34 | 7  | +27 | 809 | 402 | +407 | 3   | Q             |
| 3     | Ghana   | 4   | 2 | 2 | 10 | 10 | 0   | 20 | 20 | 0   | 621 | 546 | +75  | 2   |               |
| 4     | Niger   | 4   | 1 | 3 | 3  | 17 | −14 | 6  | 34 | −28 | 361 | 793 | −432 | 1   |               |
| 5     | Burundi | 4   | 0 | 4 | 2  | 18 | −16 | 4  | 36 | −32 | 261 | 812 | −551 | 0   |               |

### Endrunde
|  | Halbfinale | Halbfinale | Halbfinale |  |  | Finale | Finale    | Finale |
|  |            |            |            |  |  |        |           |        |
|  |            |            |            |  |  |        |           |        |
|  | 1          | Südafrika  | 3          |  |  |        |           |        |
|  | 4          | Uganda     | 1          |  |  |        |           |        |
|  |            |            |            |  |  | 1      | Südafrika | 3      |
|  |            |            |            |  |  | 2      | Ägypten   | 1      |
|  | 3          | Mauritius  | 2          |  |  |        |           |        |
|  | 2          | Ägypten    | 3          |  |  |        |           |        |
|  |            |            |            |  |  |        |           |        |